# Rivière Boucane
Pour les articles homonymes, voir Boucane.
La rivière Boucane est un affluent d’une baie de la rive est du lac Boucane, lequel se déverse dans le lac Parent. La rivière Boucane coule dans le territoire non organisé de Matchi-Manitou, dans la municipalité régionale de comté (MRC) de La Vallée-de-l'Or, dans la région administrative de Abitibi-Témiscamingue, au Québec, au Canada.

## Géographie
Les bassins versants voisins de la rivière Boucane sont :
- côté nord : rivière Bell, ruisseau Swanson, La Petite Rivière ;
- côté est :lac Boucane, lac Parent ;
- côté sud : rivière Ducros, ruisseau Raymond ;
- côté ouest : rivière Taschereau.

La rivière Boucane prend sa source au milieu de petites zones de marais, à au nord-est de zones de marais, situé à 1,7 km du côté ouest du lac Parent (Abitibi) et à 32,2 m au nord du centre-ville de Senneterre (ville).
La rivière Boucane coule généralement vers le sud sur 4,1 km en recueillant du côté gauche deux ruisseaux.
La rivière Boucane se déverse du côté est du pont de la route 113, soit sur au fond d’une baie sur la rive est du lac Boucane ; une jetée démarque le lac Boucane et cette baie. Ce dernier se déverse par le nord dans le lac Parent lequel se déverse dans la rivière Bell qui est à son tour un affluent du lac Matagami.
La confluence de la rivière Boucane avec le lac Boucane est située à :
- 23,9 km au sud-est du chemin de fer ;
- 14,1 km au sud de l’embouchure du lac Parent ;
- 26,6 km au nord du centre-ville de Senneterre ;
- 14,4 km au nord de la confluence de la rivière Mégiscane et du lac Parent.

## Toponymie
Le terme Boucane se réfère à la fumée.
Le toponyme rivière Boucane a été officialisé le 21 décembre 1982 à la Commission de toponymie du Québec.